# Cahokia
Cahokia is de locatie van een oude Indiaanse stad van de Mississippicultuur die van ongeveer 650 tot 1400 bestond. De stad lag in het zuid-westen van de staat Illinois, aan de Mississippi, tussen het huidige Collinsville en East St. Louis. Het was in zijn periode de grootste stad ten noorden van de Rio Grande.

## Algemeen
Cahokia staat op de Werelderfgoedlijst en is aangemerkt als een National Historic Landmark. De originele naam is onbekend en de locatie werd daarom vernoemd naar een lokale Indianenstam. 
Het oppervlak van Cahokia besloeg 8,9 km². Hierop waren 120 kunstmatige aarden heuvels (mounds) door 'moundbuilders' aangelegd, waarvan er nog tachtig behouden zijn.
Cahokia Mounds is een treffend voorbeeld van een complexe chiefdom-samenleving met veel grafheuvel-centra en tal van afgelegen gehuchten en dorpen. Op haar hoogtepunt tussen 1050 en 1150 telde deze agrarische samenleving waarschijnlijk 15.000-20.000 bewoners

## Structuren

### Grand Plaza
Het oude centrum had een groot centraal plein met een heel grote aarden piramide de Monks Mound met aan de overzijde de Twin Mounds of tweelingheuvels. Op het plein lag ook een Chunkeyspeelveld. Chunkey was een spel waarbij een soort schijf werd weggerold en waarbij de spelers moesten proberen hun speren zo dicht mogelijk bij de stopplaats van de schijf te laten landen.

#### Monks Mound
Dit is de grootste heuvel bestaande uit vier plateauverdiepingen en groter dan de Grote Piramide van Gizeh. Monks Mound is met een oppervlakte van 5 ha en een hoogte van 30 m de grootste prehistorische aarden heuvel op het Noord-Amerikaanse continent.

#### Twin Mounds
De tweelingheuvels zijn twee kleine naast elkaar liggende heuvels recht tegenover Monks Mound. 

### Woodhenge

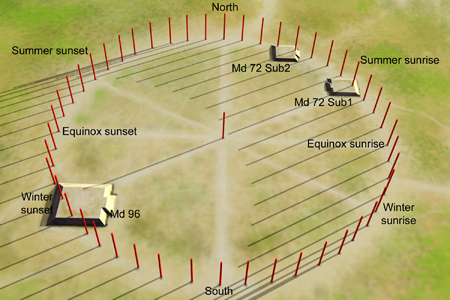

Tijdens archeologische opgravingen onder leiding van Dr. Warren Wittry in de jaren 60, ontdekte men een kleine km ten westen van Monks Mound de resten van palen opgesteld in cirkels. Koolstofdatering gaven aan dat het gebruikte hout groeide tussen 900 en 1100 voor Christus. Het betrof 5 verschillende cirkels die ieder van klein naar groot steeds uit 12 extra palen bestonden. Hun gebruik wordt toegewezen aan het volgen van de zonnestand met markeringen voor de winter en zomer zonsopgang en -ondergang. Eén van de palencirkels werd herbouwd.

### Wijken
Diverse gegroepeerde woonsten werden in kaart gebracht, die de kenmerken van een wijkvormige opdeling aangaven. 

## Agricultuur
Net als bij de Maya's werd aangetoond dat mais en pompoenen werden verbouwd en een belangrijk deel van de lokale voeding waren.